# 伊藤清 (島根県知事)
伊藤 清（いとう きよし、1903年（明治36年）1月28日 - 1980年（昭和55年）2月16日）は、日本の内務官僚、国会職員。官選島根県知事。

## 経歴
東京府出身。伊藤徳次郎の三男として生まれる。第一高等学校を卒業。1925年、東京帝国大学法学部政治学科を卒業。同年11月、高等試験行政科試験に合格。内務省に入省し兵庫県属となる。
以後、和歌山県課長、大阪府課長、京都府課長、東京府課長、厚生省児童課長、和歌山県総務部長などを経て、兵庫県部長・内政部長となる。
1945年9月、島根県知事に就任。戦後の復興に尽力。1946年1月、東京都次長に転じた。後に公職追放となる。
その後、特別調達庁契約局長、参議院事務局内閣委員会調査室長、東京家庭裁判所参与を務めた。